# 惠安孔庙
25°02′04″N 118°47′33″E / 25.03444°N 118.79250°E
惠安孔庙位于中国福建省惠安县螺城镇西北街城隍口5号，2005年被列为福建省文物保护单位。现已辟为惠安县博物馆。
惠安孔庙始建于北宋初年，先后重修增建十多次，现存为清光绪十八年（1892年）重建。文庙坐北朝南，中轴线自南向北依次为牌门、照屏、棂星门、泮池、戟门、两庑、大成殿、崇圣祠，占地面积3000平方米。大成殿重檐歇山顶，抬梁式、穿斗式木构架，面阔五间，进深四间，左右有明廊，前设月台，檐柱正中为蟠龙石柱一对。
- 惠安孔庙东侧
- 牌门